# Цушима
Цушима (на японски: 対馬) са група от два изкуствено създадени големи и множество малки острова, разположена в Корейския проток, по средата между главния японски остров Хоншу и Корейския полуостров. Цушима е един непрекъснат остров до 1671 г., когато е прокопан канал, разделящ го на две, а през 1900 г. е прокопан още един канал, вече разделящ го на три части. Тези канали са прокарани през провлаците в централната му част. Към Цушима принадлежат още стотина по-малки островчета.
Островната група е около 70 km дълга и 15 km широка. Населението на Цушима е 34 000 души към 2013 г. Едноименният град Цушима, където живее по-голямата част от населението, се намира в южната част.

## География
Цушима се намира на географска ширина приблизително по средата между японските острови Хоншу и Кюшу. Корейският проток се разделя на две при Цушима – по-широката част откъм Япония се нарича Източен или Цушимски проток, а по-тясната –Западен проток. Двата канала, прокопани през 1671 г. и 1900 г., свързват дълбоко врязания залив Асо с източното крайбрежие на острова. Около Цушима са разпръснати над 100 малки островчета.
Цушима е най-близката японска територия до Корейския полуостров, намирайки се на около 50 km от Пусан. При ясни метеорологични условия, хълмовете и планините на Корейския полуостров могат да се видят от високите северни части на острова. На 50 km югоизточно се намира най-близкото японско пристанище, на остров Ики. Цушима и Ики заедно попадат в границите на квази-национален парк, който е защитен от по-нататъшно развитие. Поради тази причина, около 89% от Цушима са покрити от естествена растителност. Релефът е предимно планински.
Правителството на Япония администрира Цушима като цяла единица, въпреки изкуствените водни пътища, които го разделят. Северната му част е позната под името Каминошима (上島), а южната – Шимоношима (下島). И в двете части се намират по две планини. Най-високият връх на острова, Ятате (矢立山), се намира в южната част и има надморска височина 649 метра.
Климатът е морски субтропичен и има силно влияние от мусонните ветрове. Средната годишна температура е 15,8 °C, а средното количество годишни валежи е 2235 mm. Най-високата измерена температура е 36,6 °C на 20 август 2013 г., а най-ниската е -8,6 °C през 1895 г. Като цяло, валежите на Цушима са повече, отколкото на главните японски острови.
| Климатични данни за Цушима            | Климатични данни за Цушима | Климатични данни за Цушима | Климатични данни за Цушима | Климатични данни за Цушима | Климатични данни за Цушима | Климатични данни за Цушима | Климатични данни за Цушима | Климатични данни за Цушима | Климатични данни за Цушима | Климатични данни за Цушима | Климатични данни за Цушима | Климатични данни за Цушима | Климатични данни за Цушима |
| Месеци                                | яну.                       | фев.                       | март                       | апр.                       | май                        | юни                        | юли                        | авг.                       | сеп.                       | окт.                       | ное.                       | дек.                       | Годишно                    |
| Средни максимални температури (°C)    | 8,9                        | 10,2                       | 13,0                       | 17,8                       | 21,5                       | 24,3                       | 27,8                       | 29,5                       | 26,3                       | 22,0                       | 16,8                       | 11,6                       | 19,1                       |
| Средни минимални температури (°C)     | 2,2                        | 3,1                        | 6,1                        | 10,0                       | 14,0                       | 18,0                       | 22,9                       | 23,8                       | 20,5                       | 14,9                       | 9,3                        | 4,4                        | 12,4                       |
| Средни месечни валежи (mm)            | 77,4                       | 93,4                       | 159,2                      | 193,3                      | 231,9                      | 331,5                      | 367,4                      | 301,7                      | 235,1                      | 97,8                       | 93,6                       | 53,0                       | 2235                       |
| ------------------------------------- | -------------------------- | -------------------------- | -------------------------- | -------------------------- | -------------------------- | -------------------------- | -------------------------- | -------------------------- | -------------------------- | -------------------------- | -------------------------- | -------------------------- | -------------------------- |
| Източник: Japan Meteorological Agency |                            |                            |                            |                            |                            |                            |                            |                            |                            |                            |                            |                            |                            |

## Екология
Островът е обитаван от бенгалски котки, японски соболи, колоноци и гризачи. През февруари 2017 г. на острова са открити видри. На острова се отбиват за почивка много прелетни птици. Отровната змия Gloydius tsushimaensis е ендемична за острова.
Във водите близо до острова се намира най-северният коралов риф в света, включващ най-вече студоустойчивите каменисти корали Favia.
Горите, които покриват по-голямата част от Цушима, включват широколистни и вечнозелени дървета, иглолистни дървета и листопадни дървета.

## Икономика
Главният развива отрасъл е риболовът. Той е съсредоточен в улова на калмари покрай източното крайбрежие на Цушима. През последните години се развива третичния сектор, главно покрай южнокорейските туристи. Туристическият поток се увеличава стремглаво след откриването на бърза фериботна връзка с близкия корейски град Пусан през 1999 г. Островът се обслужва от летище, осъществяващо връзка с Нагасаки и Фукуока. То е отворено през 1957 г.

## История
В япоснката митология, Цушима е един от осемте първоначални острова, създадени от шинтоистките божества Изанаги и Изанами. Археологическите находки сочат, че Цушима е бил населен през периода Джомон (японската праистория). Китайски текст от 3 век споменава, че на острова има повече от хиляда домакинства. Тъй като островът почти не разполага с годни за обработване земи, островитяните се изхранват чрез риболов и търговия.
От началото на 6 век Цушима е официално провинция на Япония. През 7 век на него са стационирани гранични войски и е построена крепостта Канеда. Към 13 век островът е окупиран от японски пирати. През 1510 г. местните търговци организират въстание срещу пиратите, но то е потушено. Към края на 16 век японците нахлуват в Корея (по това време управлявана от Чосон), а Цушима играе ролята на главна военноморска база по време на нападението. До 1603 г. на него са изпращани много корейски военнопленници. Около 1663 г. на острова е построена корабостроителница, останките от които стоят и до днес.
До периода Мейджи Цушима представлява граница между Япония и Корея и зависи силно от търговията с Корея, а институциите и системите за търговия на острова наподобяват повече корейските, отколкото японските. Островитяните говорят на местен диалект на японския и споделят същите обичаи, социална структура и икономически отношения като японците.
През 1861 г. Руската империя се опитва да установи своя база на острова, но начинанието им е прекъснато от намесата на Великобритания. През 1872 г. Цушима става част от префектура Негасаки.
По време на Руско-японска война, руският Балтийски флот под командването на адмирал Зиновий Рожественски пътува от Балтийско море до Източна Азия в продължение на почти година, само за да бъде унищожен от силите на японския адмирал Того Хейхачиро в битката при Цушима (27 – 28 май 1905 г.).
В периода 1948 – 1949 г. на съседния корейски остров Чеджу-до се надига комунистическо въстание, но е смазано от корейските антикомунистически сили, което кара много жители на острова да потърсят убежище на Цушима. През 1950 г. правителството на Южна Корея се опитва да упражни суверенитета си върху острова, но на следващата година той е законно предаден на Япония от САЩ.